# Eugenia discifera
Eugenia discifera är en myrtenväxtart som beskrevs av James Sykes Gamble. Eugenia discifera ingår i släktet Eugenia och familjen myrtenväxter. IUCN kategoriserar arten globalt som starkt hotad. Inga underarter finns listade i Catalogue of Life.